# Малая Снегуровка
Малая Снегуровка (укр. Мала Снігурівка) — село в Барсуковской сельской общине Кременецкого района Тернопольской области Украины. Основано в 1989 году, в прошлом называлось Ришковцы (укр. Ришківці).
До 2020 года входило в Лановецкий район.
Код КОАТУУ — 6123885205.

## Географическое положение
Село Малая Снегуровка находится в 2-х км от правого берега реки Горынь.
Рядом с селом протекает безымянная речушка, на противоположном берегу которой расположено село Снегуровка.
Рядом проходит автомобильная дорога Т-2009.

## Население
Население по переписи 2001 года составляло 285 человек.

### Языковой состав
Родной язык населения по данным переписи 2001 года:
| Язык       | Численность, чел. | Доля     |
| ---------- | ----------------- | -------- |
| Украинский | 285               | 100,00 % |
| Итого      | 285               | 100,00 % |

## Объекты социальной сферы
- Фельдшерско-акушерский пункт.